# イエローストーン級駆逐艦母艦
イエローストーン級駆逐艦母艦（イエローストーンきゅうくちくかんぼかん、英語: Yellowstone-class destroyer tenders）は、アメリカ海軍の駆逐艦母艦（AD）の艦級。1980年代前半に4隻が就役し、1990年代中ばに退役した。就役年には十年以上の開きがあるが、前級であるサミュエル・ゴンパーズ級駆逐艦母艦とはほぼ同型で、同一艦級として扱うこともある。

## 概要
主な任務は駆逐艦への補給や整備、乗員の休養などで、同時に6隻の駆逐艦を接舷させて支援ができる。艦種は駆逐艦母艦だが、本艦は原子力ミサイル巡洋艦やフリゲートの支援も可能となっており、原子炉のメンテナンス能力も有している。
船体設計はサイモン・レイク級潜水母艦のものを流用しており、合理化を図っている。
兵装は、サミュエル・ゴンパーズ級と比べると20mm機関砲が2基減少しており、40mm単装機関砲2基と20mm単装機関砲2基となっている。格納庫はなく固有の搭載機は持たないが、艦尾にヘリコプター甲板があり離発着が可能。

## 同型艦
| #     | 艦名                             | 建造所                                                              | 起工           | 進水           | 就役           | 退役            | 備考                                                  |
| ----- | -------------------------------- | ------------------------------------------------------------------- | -------------- | -------------- | -------------- | --------------- | ----------------------------------------------------- |
| AD-41 | イエローストーン USS Yellowstone | ナショナル・スチール・アンド・シップビルディング サンディエゴ造船所 | 1977年 6月27日 | 1979年 1月27日 | 1980年 6月28日 | 1996年 1月31日  | 1977年6月2日起工、1980年5月31日就役とする資料もある。 |
| AD-42 | アケーディア USS Acadia          | ナショナル・スチール・アンド・シップビルディング サンディエゴ造船所 | 1978年 2月14日 | 1979年 7月28日 | 1981年 6月6日  | 1994年 12月16日 |                                                       |
| AD-43 | ケープ・コッド USS Cape Cod      | ナショナル・スチール・アンド・シップビルディング サンディエゴ造船所 | 1979年 1月27日 | 1980年 8月2日  | 1982年 4月17日 | 1995年 9月29日  |                                                       |
| AD-44 | シェナンドー USS Shenandoah      | ナショナル・スチール・アンド・シップビルディング サンディエゴ造船所 | 1980年 8月2日  | 1982年 2月6日  | 1983年 8月15日 | 1996年 9月13日  |                                                       |